# Phlyctenosis crassa
Phlyctenosis crassa är en skalbaggsart som först beskrevs av Leon Fairmaire 1868.  Phlyctenosis crassa ingår i släktet Phlyctenosis och familjen långhorningar.
Artens utbredningsområde är Madagaskar. Inga underarter finns listade i Catalogue of Life.